# Winnyzja
Winnyzja (ukrainisch Вінниця ⓘ; russisch Винница Winniza, polnisch Winnica; schweizbezogen Vinnitsa) ist eine Stadt in der Ukraine in der Landschaft Podolien. Sie ist das administrative Zentrum der Oblast Winnyzja sowie des Rajons Winnyzja und hatte im Oktober 2019 etwa 368.000 Einwohner.
In der Stadt befinden sich mehrere Hochschulen, kulturelle Einrichtungen, vielfältige Industrie und der Flughafen Winnyzja sowie Verwaltungseinrichtungen für die ukrainische Luftwaffe.

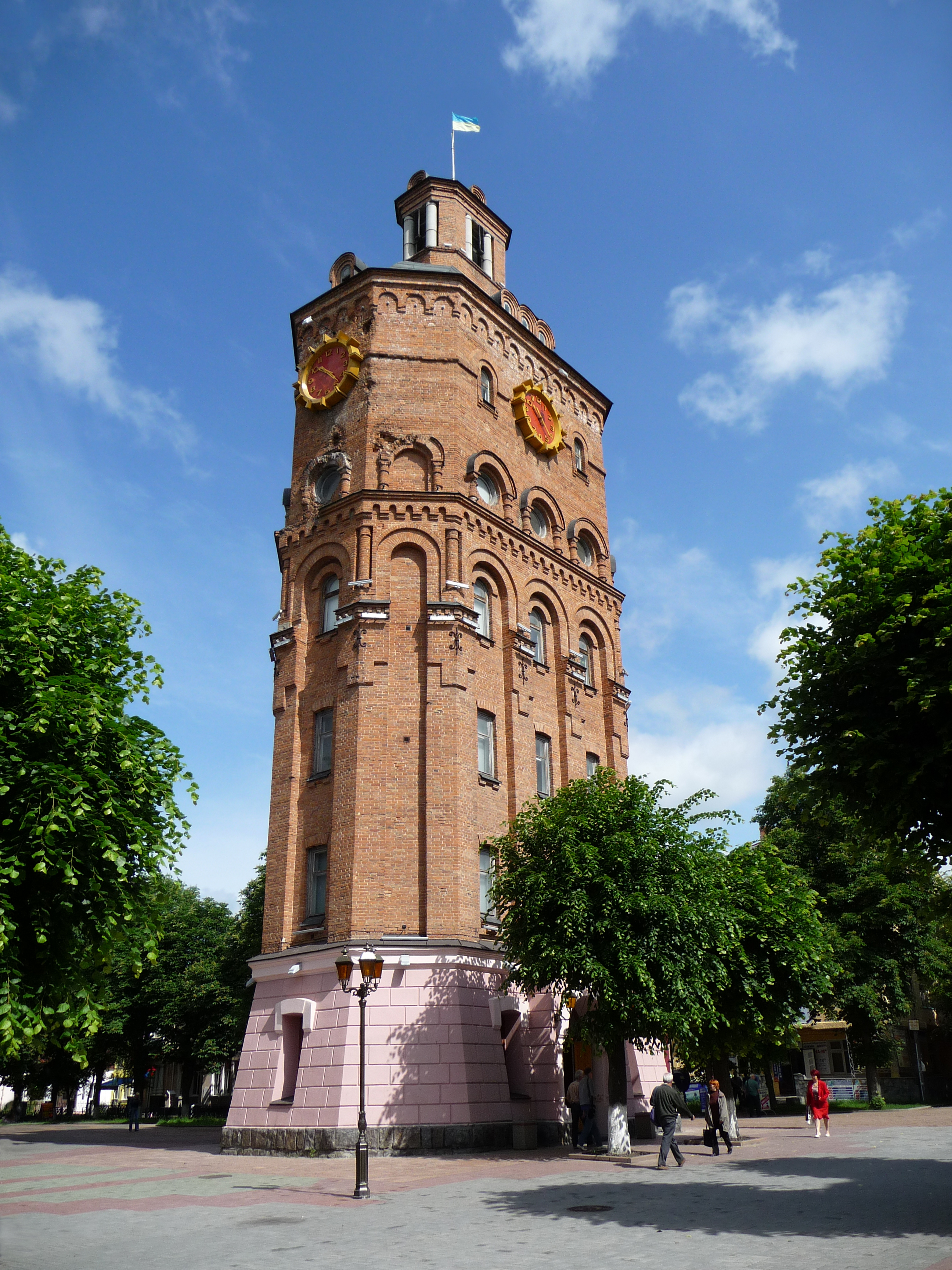
Der alte Wasserturm von Winnyzja

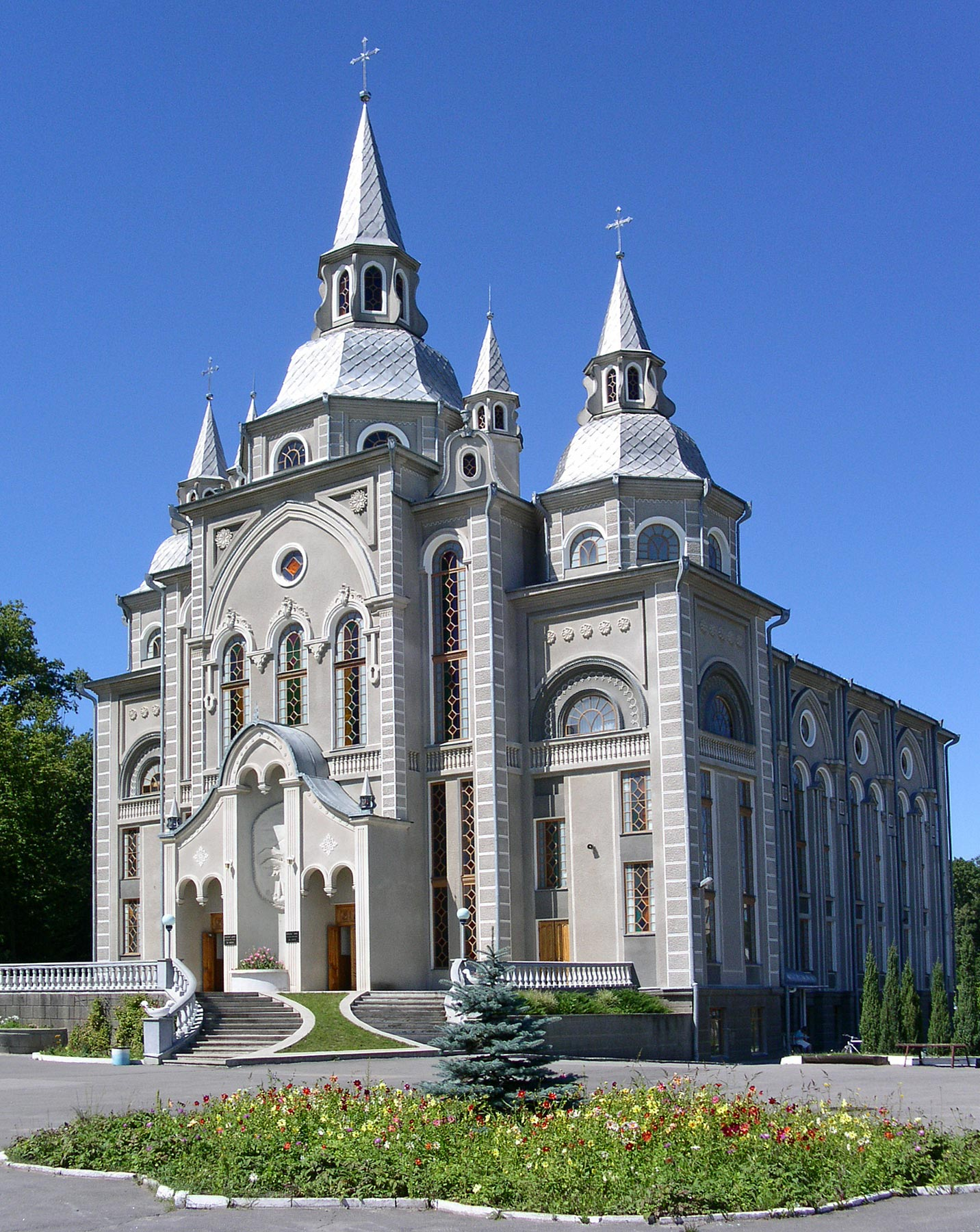
Haus der Frohen Botschaft in Winnyzja – größte Baptistenkirche der Ukraine

## Geschichte

### Burg und regionales Zentrum
Im 14. Jahrhundert wurde am rechten Ufer des Flusses Südlicher Bug eine Stadt mit Namen Winnyzja gegründet. Ihr Mittelpunkt wurde eine Burg mit Befestigungen aus Balkenwerk, in der die Einwohner der Stadt und der umliegenden Dörfer im 15. und 16. Jahrhundert vor den verheerenden Überfällen der Tataren Zuflucht fanden. In dieser Zeit (1530–1550) kämpfte der Schlesier Bernhard von Prittwitz († 1561) als Starost von Bar und Winnyzja (ab 1540) sehr erfolgreich gegen die Tataren und erhielt daher den Beinamen Terror Tartarorum (Schrecken der Tataren). 1545 gab es in Winnyzja 273 Häuser, 429 waren es 1552. 1566 wurde der Ort Teil der polnischen Woiwodschaft Bracław, 1589 zu deren De-facto-Hauptstadt. 
Im 17. Jahrhundert entstanden die ersten Steinbauten (Kirche und Schule), die noch erhalten sind. Die Jesuiten errichteten 1610–17 ein Wehrkloster. Bohdan Chmelnizkij kam in die Stadt und richtete eine ständige Garnison von 3000 Kosaken ein, die 1651 ein polnisches Heer vernichtete.
Weiter entstanden die hölzerne Nikolai-Kirche (1746) in der Altstadt, die Bauten der einstigen Klöster der Kapuziner (1760) der Jesuiten und der Dominikaner (17. bis 18. Jahrhundert). Nach der Zweiten Polnischen Teilung kam das damalige Winnica zum Russischen Zarenreich, Gouvernement Podolien. Infolge des Bürgerkriegs gehörte es ab Sommer 1920 zur Ukrainischen Sowjetrepublik und seit 1922 zur Sowjetunion.

### Die Massaker von Winnyzja 1937/38 und 1941/43

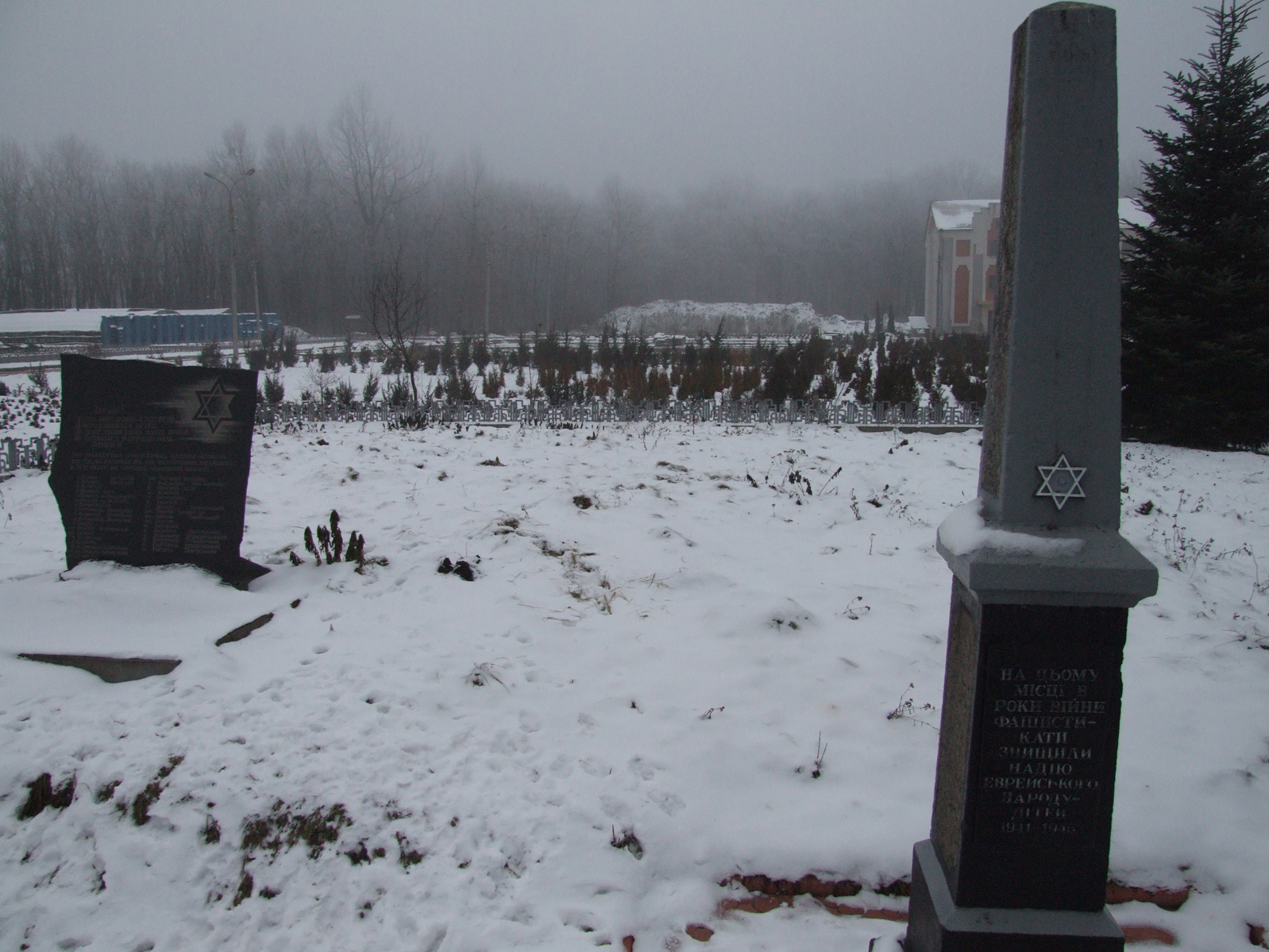
Denkmäler auf dem Massengrab der von Deutschen ermordeten jüdische Kinder in Winnyzja.

An der Bevölkerung von Winnyzja wurden kurz vor und während des Zweiten Weltkriegs furchtbare Massaker begangen, mit Zehntausenden von Toten. Der Geheimdienst NKWD der Sowjetunion ermordete 1937 und 1938 über 9.400 vermeintliche und tatsächlich Regimegegner (siehe Massenmorde von Winnyzja); die Deutschen und ihre Helfer ermordeten 1941 bis 1943 in Winnyzja mehrere 10.000 Juden und sowjetische Kriegsgefangene. Eine bereits im Juli 1941 vollzogene Massenexekution, von der eine als  Der letzte Jude in Winniza bezeichnete Fotografie weltweit bekannt wurde, wurde jahrzehntelang dem Ort Winnyzija zugeordnet. Jüngste wissenschaftliche Untersuchungen lassen allerdings den Schluss zu, dass die auf der Fotografie festgehaltene Hinrichtung entgegen der Ortsangabe im Bildtitel nicht in Winnyzja, sondern im 70 km entfernten Berdytschiw stattfand.
Während des Zweiten Weltkriegs wurde Winnyzja 1941 von der deutschen Wehrmacht erobert. Im Rahmen der Bildung des deutschen Reichskommissariats Ukraine wurde die Stadt am 20. Oktober 1941 in den Generalbezirk Schitomir eingegliedert und am 17. April 1942 in Winniza umbenannt. Es wurden die Kreisgebiete Winniza-Stadt und Winniza-Land gebildet, die am 15. Januar 1943 zum neuen Kreisgebiet Winniza zusammengelegt wurden.
Im April 1942 wurden die Juden von deutschen Truppen im besetzten Winnyzja im örtlichen Stadion selektiert. Handwerker durften in die kleinen Konzentrationslager neben ihren Werkstätten zurückkehren, während etwa 5.000 Alte, Frauen und Kinder unter deutscher Aufsicht von den ukrainischen Hilfstruppen zu einer Gärtnerei im Norden der Stadt gebracht wurden, wo sieben Monate zuvor bereits 10.000 Personen getötet worden waren. Dort waren zwei Gruben ausgehoben, Kinder wurden den Müttern weggenommen und am Rand der einen Grube erschlagen oder erschossen, Erwachsene wurden gezwungen, sich auf bereits Erschossene in der anderen Grube zu legen, und wurden dann ebenfalls erschossen. Zum Schluss wurde die Grube mit Erde abgedeckt. Am selben Morgen hatte die Einsatzgruppe jüdische Mütter aus dem Entbindungsheim in Winnyzja in einen Wald geführt und dort erschossen. An der Stelle der bis heute nicht exhumierten Kindergrube steht heute ein Obelisk als Gedenkstein.
In Winnyzja selbst gab es drei größere und viele kleine Lager, und es gab ein Ghetto für die jüdische Zivilbevölkerung, das von Juli bis September 1941 bestand. Es wurde von ungefähr 7.000 Personen bewohnt, von denen mindestens 2.000 von der SS und ihren Helfern erschossen wurden. Das Ghetto stand unter Zivilverwaltung. Als zweites Lager wurde in Winnyzja ein Zwangsarbeitslager für männliche Juden eingerichtet. Die jüdischen Mitglieder des Zwangsarbeitslagers wurden zu Gleisbauarbeiten und wohl auch beim Aufbau des acht Kilometer nördlich von Winnyzja im Wald gelegenen Führerhauptquartiers „Werwolf“ herangezogen. Dieses Lager bestand von Dezember 1941 bis April 1944 und wurde von der SS verwaltet. Es besteht die Vermutung, dass die Arbeiter nach Abschluss der Arbeiten erschossen wurden. Das dritte Lager, das eigentliche Kriegsgefangenenlager – Stalag 329 – bestand vom 2. Oktober 1941 bis September 1943. Zuständig war die Wehrmacht. Laut Statistik des Chefs des Kriegsgefangenenwesens wurden dort gleichzeitig höchstens 19.379 sowjetische Soldaten gefangengehalten. Dem Gefangenenlager können mehrere Massengräber mit insgesamt mehreren tausend Toten zugeordnet werden. Auch außerhalb dieser drei Lager kam es zu Erschießungen, besonders im September 1941 und im Frühjahr 1942.
1939 lebten 33.150 Juden in Winnyzja, 35,6 % der Gesamtbevölkerung. Als Verbände der deutschen Wehrmacht am 19. Juli 1941 die Stadt einnahmen, waren noch 18.000 jüdische Bürger in der Stadt, der Rest war geflohen. Schätzungen gehen davon aus, dass am 19. September 1941 mehr als 10.000 Juden vom 45. Reserve-Polizeibataillon erschossen wurden. Am 15. April 1942 wurden vor den Toren der Stadt weitere knapp 5.000 Juden getötet, ungefähr 1.000 „unabkömmliche“ Handwerker ließ man vorerst am Leben. Direkt nach dem Krieg sollen 74 jüdische Überlebende als Bürger von Winnyzja gezählt worden sein. Heute ist nur noch ein Prozent der Bevölkerung jüdisch.

### Führerhauptquartier „Werwolf“
Zwischen dem 16. Juli 1942 und dem 1. November 1942 befand sich das deutsche Führerhauptquartier „Werwolf“ in einem Wald acht Kilometer nördlich von Winnyzja, an der Straße nach Schytomyr in unmittelbarer Nähe des Dorfes Strishawka. Etwa 30 Gebäude wurden seit dem 1. November 1941 errichtet. Ein Flugfeld befand sich bei Kalinowka. Im Führerhauptquartier hielt sich Hitlers militärischer Arbeitsstab in Blockhäusern und transportablen Baracken auf. Göring ließ sich in der Nähe einen eigenen Bunker bauen und förderte das Ballett von Winnyzja.
Unweit der Stadt – zwischen Berdytschiw und Schytomyr – betrieb Heinrich Himmler in seiner Funktion als Reichskommissar für die Festigung des deutschen Volkstums die Einrichtung einer mit zunächst 10.000 „Volksdeutschen“ zu besiedelnden Kolonie unter dem Namen Hegewald, die als einer der Kerne der zukünftigen deutschen Siedlungen in der Ukraine gedacht war.
Am 20. März 1944 eroberte die Rote Armee die Stadt und vertrieb die deutschen Besatzer und ihre Helfer.
In Winnyzja bestand das Kriegsgefangenenlager 253, Vinnica, für deutsche Kriegsgefangene des Zweiten Weltkriegs. Schwer Erkrankte wurden hier im Kriegsgefangenenhospital 2081 versorgt.
Winnyzja ist als Winniza einer der beiden Schauplätze der Erzählung Unruhige Nacht von Albrecht Goes aus dem Jahr 1950.

### Unabhängige Ukraine
2012 wurden die seit 1972 bestehenden drei Stadtrajone Rajon Lenin (Ленінський район), Rajon Staromisto (Староміський район) und Rajon Samostjan (Замостянський район) ersatzlos aufgelöst, am 13. Mai 2014 wurde das Stadtgebiet um 44,5 Quadratkilometer auf Kosten der umliegenden Gemeinden des Rajons Winnyzja auf 113 Quadratkilometer vergrößert.
Anfang der 2000er Jahre begann sich die Stadt dank der Implementierung der Erfahrung von europäischen Städten und der Vorteile der Dezentralisierung aktiv zu entwickeln. Von 2015 bis 2021 wurde Winnyzja in den Bewertungen der Zeitschriften "Focus" und der soziologischen Gruppe "Rating' als die Stadt mit dem höchsten Wohnkomfort in der Ukraine ausgezeichnet.
Außerdem wurde Winnyzja als erste Stadt in der Ukraine mit dem European Energy Award ausgezeichnet.

### Russischer Überfall auf die Ukraine 2022
Nach dem Russischen Überfall auf die Ukraine im Februar 2022 starben im März des Jahres zehn Menschen bei Einschlägen von Raketen auf dem Flugplatz von Winnyzja.
Die Statue des Dichters Maxim Gorki beim Gagarin-Platz am Eingang zum Zentralpark wurde entfernt, ebenso das Denkmal für die Rote Armee im Stadtzentrum beim alten Wasserturm.
Nach monatelanger Ruhe von Raketenangriffen wurden viele Menschen nachlässig bei Luftalarm; auch die Trams der Stadt stoppten im Juni 2022 nicht mehr, wenn ein Luftalarm ertönte. Beim russischen Raketenangriff auf Winnyzia am 14. Juli 2022 starben 28 Menschen, darunter 3 Kinder und 3 Offiziere der ukrainischen Luftwaffe.
Nach ukrainischer Darstellung wurden bei den Angriffen auf das Stadtzentrum eine medizinische Einrichtung sowie Wohn- und Bürogebäude zerstört oder schwer beschädigt. Die örtliche Polizei berichtete von mehr als 100 Verletzten, von denen etwa 50 schwerstverletzt seien. Außerdem würden noch mehr als 40 Menschen vermisst. Die russische Propaganda sprach von einem Angriff auf „Nazis“ in einem „Haus der Offiziere“. Dabei handelt es sich jedoch nicht um eine militärische Einrichtung, sondern um ein Kulturzentrum. An diesem Tag sollte die ukrainische Sängerin Roksolana Sirota ein Konzert geben, eines ihrer Team-Mitglieder starb. Der Angriff war laut Christoph Wanner (Die Welt) eine Vergeltung für die Zerstörung von russischen Munitionslagern. Russland beschoss Winnyzja, eine Stadt 400 Kilometer von der Front entfernt, während im holländischen Den Haag eine Konferenz zur Untersuchung und Verfolgung russischer Kriegsverbrechen in der Ukraine (Ukraine Accountability Conference) abgehalten wurde.

## Bildung

### Medizinische Universität

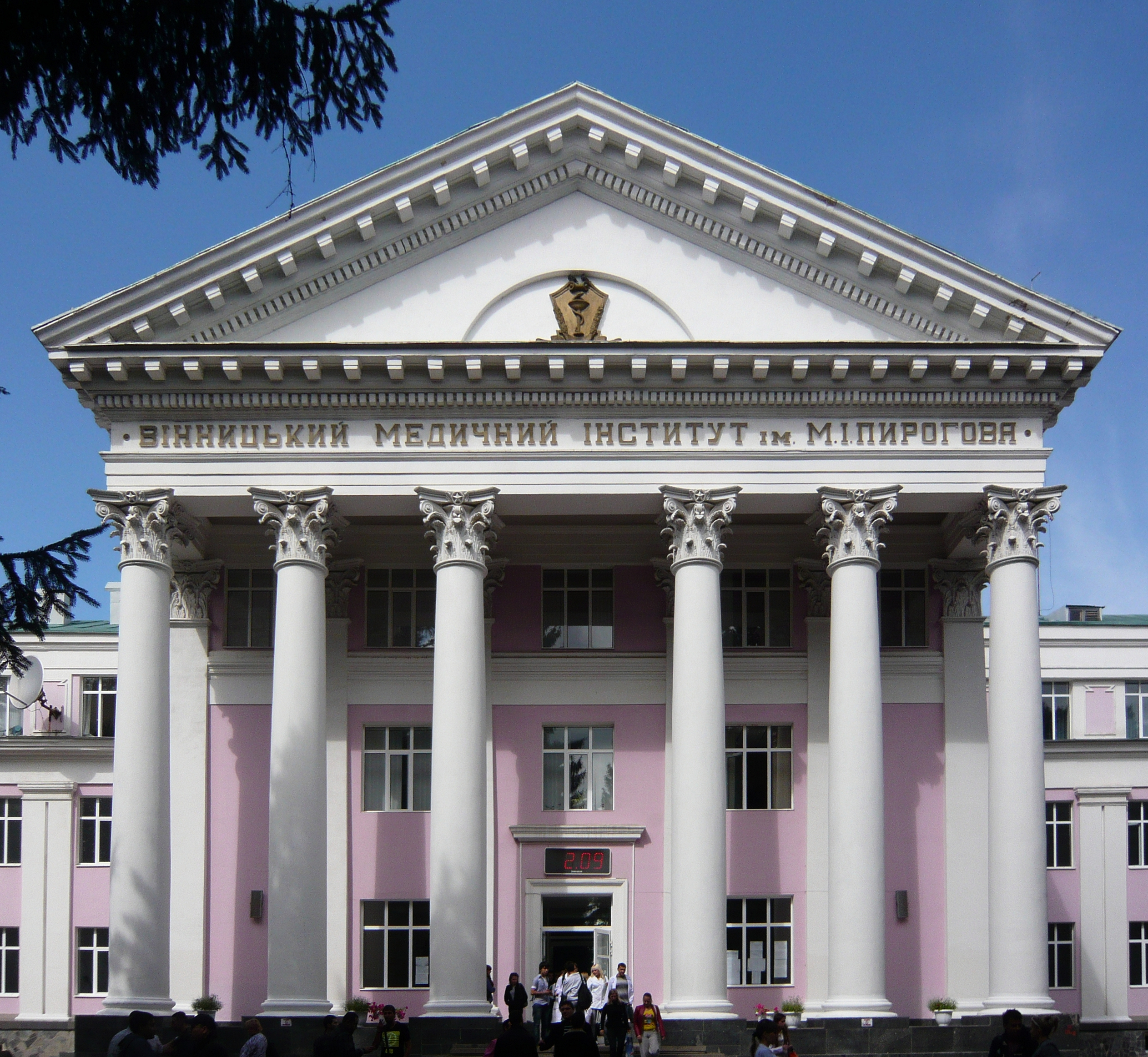
Hauptgebäude der Staatlichen Medizinischen Universität Winnyzja

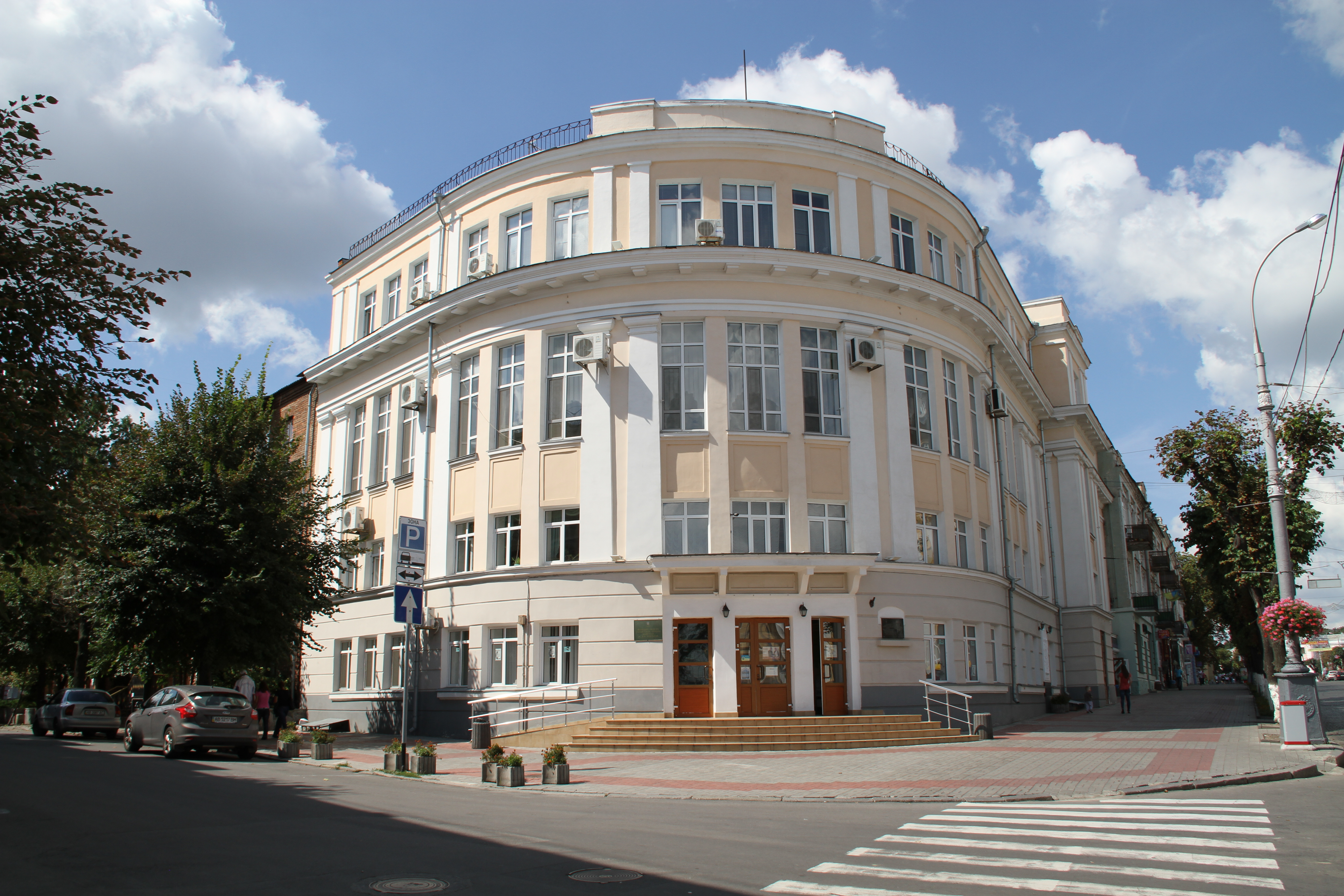
Valentin Otamanovsky Bibliothek für wissenschaftliche Literatur und Medien

Die Staatliche Medizinische Universität Winnyzja (M. I. Pirogow) wurde 1921 gegründet. Sie besitzt die Fachbereiche Allgemeinmedizin und Kinderheilkunde, Zahnmedizin, medizinische Psychologie, Stomatologie und Pharmazeutik. Außerdem gibt es einen Fachbereich für postgraduale Studierende mit 53 verschiedenen Fachrichtungen sowie einen Fachbereich für ausländische Studierende.
Es gibt 56 Institute in verschiedenen medizinischen Zweigen. Die Universität verfügt über moderne technische Ausstattung. Der Unterricht findet in 21 Seminarräumen, zehn Hörsälen, einer Aula und in den Computersälen statt. Die Universität beinhaltet eine Forschungsanstalt. Die Bibliothek der Universität besteht aus einem Buchbestand von mehr als 500.000 Büchern. Die Ausbildung kann in Form des Direktstudiums oder als Fernstudium absolviert werden. Es bestehen Kooperationen mit Universitäten und Pharmazieunternehmen in 13 west- und osteuropäischen Ländern sowie in den USA.

### Handels- und Wirtschaftsuniversität
Die Handels- und Wirtschaftsuniversität ist 1968 gegründet worden. Die Handelswirtschaftliche Universität verfügt über drei Unterrichtsgebäude im Stadtzentrum, eines von ihnen ist ein Baudenkmal aus dem 19. Jahrhundert. 4500 Studenten studieren in dieser Universität. 31 Lektoren der Universität sind Doktoranden oder verfügen bereits über Doktorgrade. Sie haben sich an Universitäten in den USA, Deutschland, Frankreich, Italien und Polen qualifiziert, mit denen Kooperationsverträge bestehen. Die Universität bietet Tages-, Abend- und Fernstudium an. Ihre technische Ausstattung ist modern. Die Bibliothek der Universität verfügt über einen Buchbestand von mehr als 300.000 Bänden. Das Studentenwohnheim der Handels- und Wirtschaftsuniversität gilt als eines der besten in der Stadt.

### Nationale Polytechnische Universität
1962 wurde in Winnyzja eine Filiale des Kiewer Instituts für Lebensmittelindustrie gegründet. Sie wurde 1974 Grundlage des neuen Polytechnischen Instituts Winnyzja, das 1994 zur staatlichen Universität wurde. 2003 bekam die Universität den höchsten Status „national“ und somit alle damit verbundenen Privilegien verliehen. Die Nationale Polytechnische Universität Winnyzja ist mit 7500 Studierenden und 100 Doktoranden größte Universität der Stadt (Stand 2007). Sie hat als erste in der Ukraine das so genannte Dreisemestersystem eingeführt. Zwei Semester lang lernen die Studierenden an der Universität, während das dritte ein
Praxissemester ist, in dem sie Gelegenheit haben, ihre Fachkenntnisse zu vertiefen.

### Landwirtschaftliche Universität
Die Landwirtschaftliche Universität ist im Jahr 2000 gegründet worden. Die Geschichte dieser Universität begann im Oktober 1982, als eine Zweigstelle der Ukrainischen Landwirtschaftlichen Akademie in Winnyzja eröffnet wurde. Am 5. April 1991 ist diese Zweigstelle zum Landwirtschaftlichen Institut geworden und im Jahr 2000 zur Landwirtschaftlichen Universität Winnyzja. Die Universität verfügt über fünf Fachbereiche und 32 Lehrstühle. Insgesamt unterrichten 519 Lehrkräfte (Stand 2007). Es bestehen Möglichkeiten, Praktika an anderen ukrainischen und an ausländischen Universitäten zu absolvieren. 35 Dozenten haben sich an ausländischen Universitäten weiterqualifiziert. In der Landwirtschaftlichen Universität gibt es psychologische und pädagogische Seminare für junge Lektoren und Doktoranden. In der Universität bestehen mehrere Forschungsinstitute, die von Doktoren der Biologie, der technischen Wissenschaften und der Agrarwissenschaften geleitet werden.

### Staatliche Pädagogische Mychajlo-Kozjubynskyj-Universität Winnyzja
Ist am 1912 gegründet. Die Universität führt pädagogische Ausbildung für Lehrende in Vollzeit- und Teilzeitstudiengängen, sowie Journalisten, Juristen und Manager durch. Die Universität verfügt über Postgraduierten- und Promotionsstudiengänge, dazu wurden auch spezialisierte Räte für die Verteidigung der Dissertationen der Kandidaten eingerichtet.
Auf der Grundlage der Universität werden jährlich internationale, gesamtukrainische, regionale wissenschaftliche und praktische Konferenzen, Foren und Seminare abgehalten. Es werden wissenschaftliche Beziehungen mit Hochschulen der Ukraine und führenden wissenschaftlichen Zentren der Länder der Welt gepflegt. Unter anderem, Kooperiert die Universität mit der Technischen Universität Darmstadt und mehreren polnischen Universitäten.

### Nationale Universität Donezk Wassyl Stus
Die Donezk National Wassyl-Stus-Universität wurde am 15. Juli 1937 in der Stadt Donezk als staatliches pädagogisches Institut gegründet. Die Struktur des Instituts hatte nur zwei Fakultäten: historische und philologische, wo die ersten 138 Studenten im September desselben Jahres eingeschrieben waren.
Im September 2014 kündigte das Ministerium für Bildung und Wissenschaft aufgrund des Krieges in der Ostukraine die Verlegung der Universität von Donezk nach Winnyzja an, und im November 2014 begann in Winnyzja ein neues akademisches Jahr.
2016 wurde die Nationale Universität Donezk nach ihrem berühmten Absolventen benannt, dem ukrainischen Dichter und Dissidenten Wassyl Stus.
Derzeit hat die Universität 6 Fakultäten und mehr als 5.000 Studierenden. Die Wassyl-Stus-Universität ist Mitglied der Europäischen Universitätsvereinigung, des Eurasischen Universitätsverbands, der AIMOS- und GUIDE-Verbände und des Internationalen Universitäts-Konsortiums; sie unterhält Kooperationsbeziehungen mit der Universität Duisburg-Essen.

### Valentin Otamanovsky Bibliothek
Die im Februar 1907 eröffnete Universalbibliothek erhielt 1966 den Status einer wissenschaftlichen Bibliothek und umfasst die Themengebiete Geschichte, Technologie, Naturwissenschaften, Landwirtschaft, Medizin, Kunst, Kultur, wissenschaftliche Methodik, Rechtswissenschaften, Geisteswissenschaften und Fremdsprachenliteratur. Während der deutschen Besatzung von Winnyzja gingen bis zum 18. März 1944 über 300.000 Werke durch Zerstörung bzw. Brandstiftung der Besatzer verloren. Heute zählen 978.900 Dokumente und Medien zum Inventar der Bibliothek (Stand 2019), davon 230.700 digital katalogisiert. Besonders hervorzuheben sind 36.500 Exemplare seltener und wertvoller Schriften, deren Ursprung bis in das 15. Jahrhundert zurückreicht. Mitte der 1990er Jahre begann die Bibliothek damit, bibliografische Prozesse computergestützt durchzuführen, Dokumente zu digitalisieren, elektronische Datenbanken zu erstellen und eine Internetanbindung umzusetzen. Seit 2020 führt der Ukrainische Bibliotheksverband hier Schulungen zur Cybersicherheit  durch.

## Museen

### Museum N. I. Pirogow-Landgut
In dem eingemeindeten Dorf Pirogowo (einstmals Wischnja) befindet sich in seinem früheren Anwesen eine Gedenkstätte für den berühmten Chirurgen und Anatomen Nikolai Iwanowitsch Pirogow (1810–1881), der zu den Begründern der Chirurgie als medizinische Disziplin gehörte. Am 9. September 1947 wurde im Landgut Pirogows das staatliche Landgut-Museum (ukrainisch Національний музей–садиба М.І. Пирогова, Nazionalnyj musej-sadyba M.I. Pyrohova) eröffnet, das aus dem Haus des Gelehrten, seiner Apotheke, dem Hof (mit Garten und Park) mit einer Fläche von 16 Hektar und der Familienkirche besteht, in der der balsamierte Körper Pirogows ruht. Das dem Gesundheitsministerium unterstellte Museum verfügt über den höchsten Status („national“), den eine kulturelle Einrichtung in der Ukraine erlangen kann.
Die Ausstellung des Museums besteht aus zehn Sälen, der Galerie und sechs Zimmern der Haus-Apotheke:

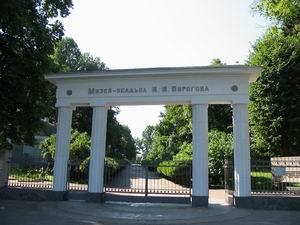
Eingang zum Gelände des Pirogov-Museumslandsitzes

- Saal 1: Die Kindheit und Jugend von N. I. Pirogow. Moskauer Universität.
- Saal 2: Promotion
- Saal 3: N. I. Pirogow – Professor der Universität Derpt
- Saal 4: N. I. Pirogow – Professor der medizinisch-chirurgischen Akademie
- Saal 5: Die Tätigkeit von N. I. Pirogow in Sewastopol
- Saal 6: N. I. Pirogow – pädagogische Tätigkeit
- Saal 7: Das fünfzigjährige Jubiläum der wissenschaftlichen, ärztlichen und gesellschaftlichen Tätigkeit von N. I. Pirogow
- Saal 8: Das Arbeitszimmer von N. I. Pirogow
- Saal 9: N. I. Pirogow im Dorf Wischnja
- Saal 10: Die Ideen von N. I. Pirogow und der Zweite Weltkrieg

In der Sammlung des Museums gibt es mehr als 15.000 Exponate: Persönliche Sachen Pirogows, medizinisches Instrumentarium, in der Bibliothek etwa 12.000 Bücher und Zeitschriften, viele davon mit handschriftlichen Notizen des Gelehrten. Hier befinden sich Manuskripte, gedruckte Werke, Fotos, private Dinge, chirurgische Instrumente, Apotheken-Gebrauchsgegenstände und Gemälde, die chronologisch über Pirogovs Leben informieren. Arbeits-, Empfangs- und Operationszimmer sowie Apotheke sind eingerichtet wie zu seinen Lebzeiten.

### Winnyzja Literatur- und Gedenkmuseum von Mychajlo Kozjubynskyj
Dieses Gedenkmuseum wurde am 8. November 1927 in dem Haus eröffnet, in dem der Schriftsteller Mychajlo Kozjubynskyj am 17. September 1864 geboren wurde und mit Unterbrechungen bis 1897 lebte. Die Sammlung umfasst 7.300 Speichereinheiten des Hauptfonds (Lebenszeitschriften, private Sachen, Fotos und Bücher) und 2.000 Speichereinheiten des Wissenschafts- und Hilfsfonds.

### Holocaust-Gedenkmuseum und das Museum jüdischen Alltagslebens
Das Holocaust-Gedenkmuseum in Winnyzja wurde 2008 gegründet: Es ist eine Museumsausstellung mit Originalexponaten, unter denen persönliche Gegenstände sind, Briefe mit Erinnerungen (z. B. eines ehemaligen Gefangenen des Sobolivsk-Ghettos über seine Rettung oder eines Kämpfers über die Partisanenbrigade der jüdischen Partisanen), Ausschnitte aus damaligen Zeitungen (wie „Benachrichtigung an die jüdische Bevölkerung“ vom 4. Dezember 1941) oder Fotografien und Bücher über den Holocaust. Eines der wertvollsten Exponate ist ein Notizbuch aus Kitayhorod, das 200 Namen toter Juden enthält, die zuvor nicht bekannt waren. 65 Jahre lang lag das Notizbuch auf dem Schreibtisch der Tochter des Schuldirektors, und erst 2011 wurden diese Namen dauerhaft in der Namenshalle von Yad Vashem verzeichnet. Der Direktor des Museums Leonid Trachtenberg übergab dort Kopien, und das Dokument selbst blieb im Museum.

### Winnyzja heimatgeschichtliches Museum
Das Museum ist die größte Sammlung von Materialien und Dokumenten zur Geschichte, Ethnographie und Kultur der Ostpodolien. Es wurde 1919 als Geschichts- und Haushaltsmuseum für Besucher geöffnet. 1944 entfernten die Nationalsozialisten mehr als 6.000 Objekte aus dem Museum – hauptsächlich Objekte aus den ethnographischen, archäologischen und numismatischen Sammlungen, die meisten davon wurden nicht zurückgegeben. Seit 2022 umfasst der Bestand des Museums etwa 100.000 Objekte, darunter eine Sammlung von Goldschmuck aus der Bronze- und der sarmatischen Zeit sowie Waffen und Numismatik. Das Museum verfügt über eine Bibliothek, die 1920 gegründet worden war und deren Vorkriegsbestand 1943 zerstört wurde. Die moderne Sammlung umfasst mehr als 10.500 Publikationen vom Ende des 18. bis Anfang des 21. Jahrhunderts, hauptsächlich in ukrainischer, russischer und polnischer Sprache.

### Winnyzja Straßenbahn Museum
Das Museum wurde 2013 in den Räumen des Betriebsdepots eröffnet. Die Eröffnung wurde auf den 100. Jahrestag des Betriebs der Straßenbahn in Winnyzja festgelegt. Das Museum ist gefüllt mit Straßenbahnwagen, die zu verschiedenen Zeiten in Winnyzja benutzt wurden, darunter Karpfen- und Mirage-Wagen, die von der Stadt Zürich gespendet wurden. Alle Museumswagen sind in gutem Zustand und können jederzeit im Stadtverkehr eingesetzt werden. Neben einer Führung durch das Museum kann sich jeder eines der Retro-Wagen oder eine Café-Straßenbahn für einen Stadtbummel ausleihen.

### Jakow-Balaban-Museum für ukrainische Briefmarken
Das ist das erste und einzige Museum für historische Philatelie in der Ukraine: Hier wird die weltweit größte Sammlung ukrainischer Briefmarken präsentiert. Eröffnet wurde es 2016 mit Unterstützung des Stadtrats auf der Basis der Sammlung des ukrainischen Migranten Oleksandr Balaban.

## Wirtschaft

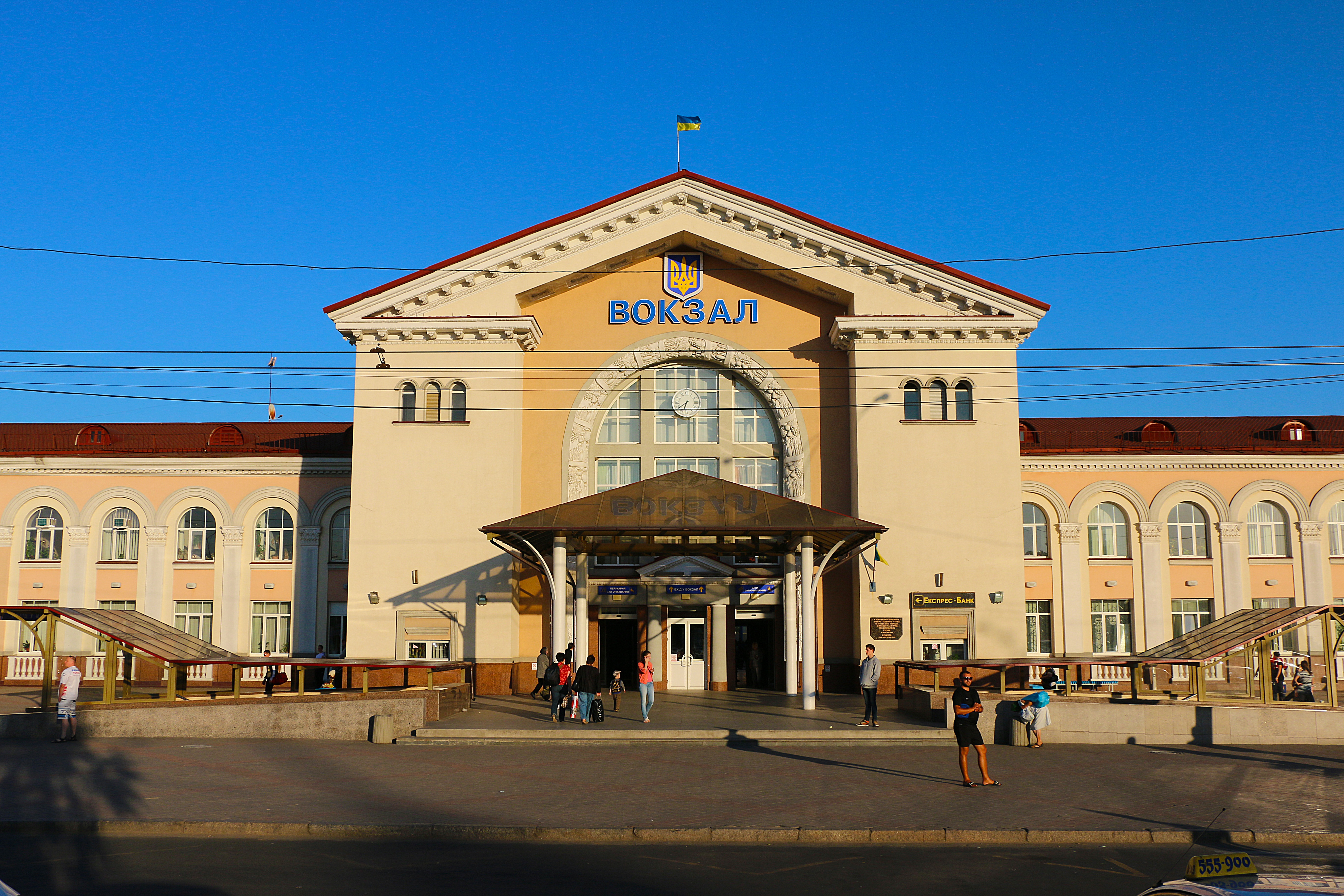
Hauptbahnhof Winnyzja

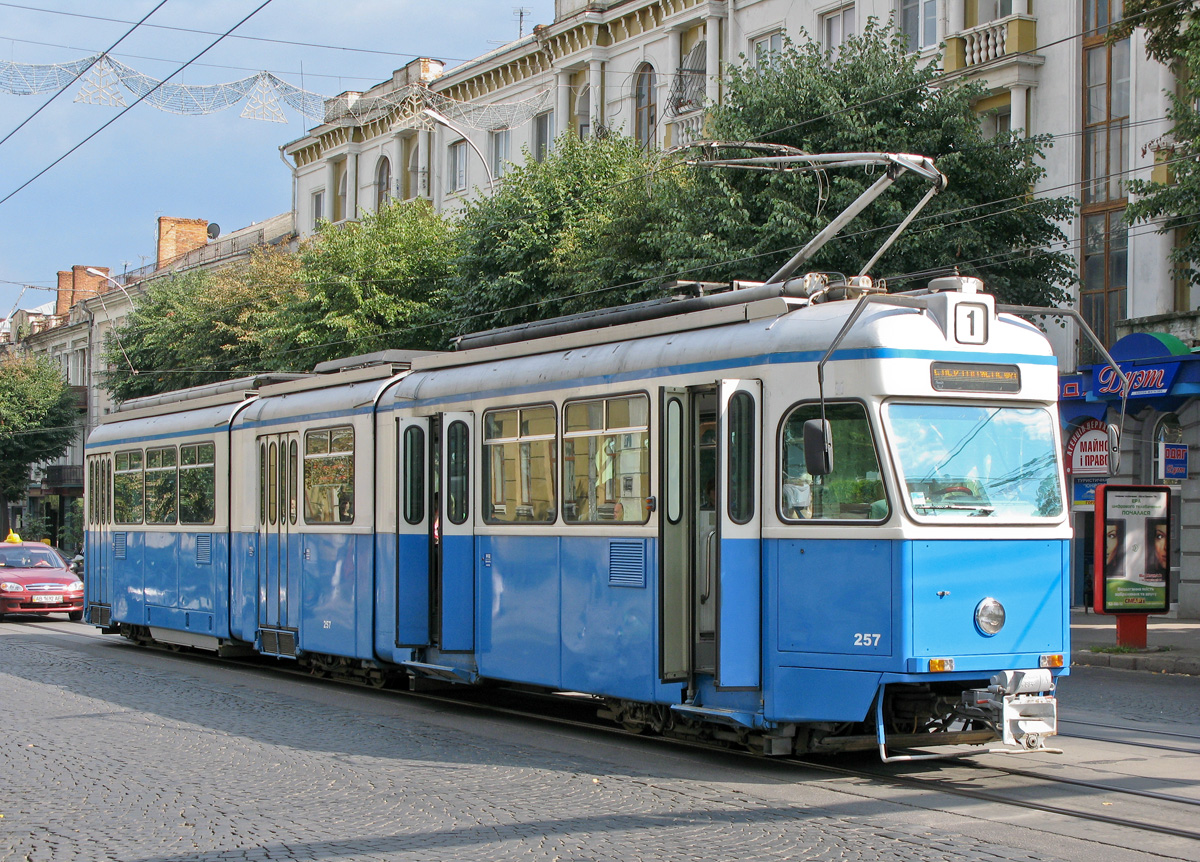
Ehemalige Zürcher Straßenbahn (Typ „Mirage“) in Winnyzja

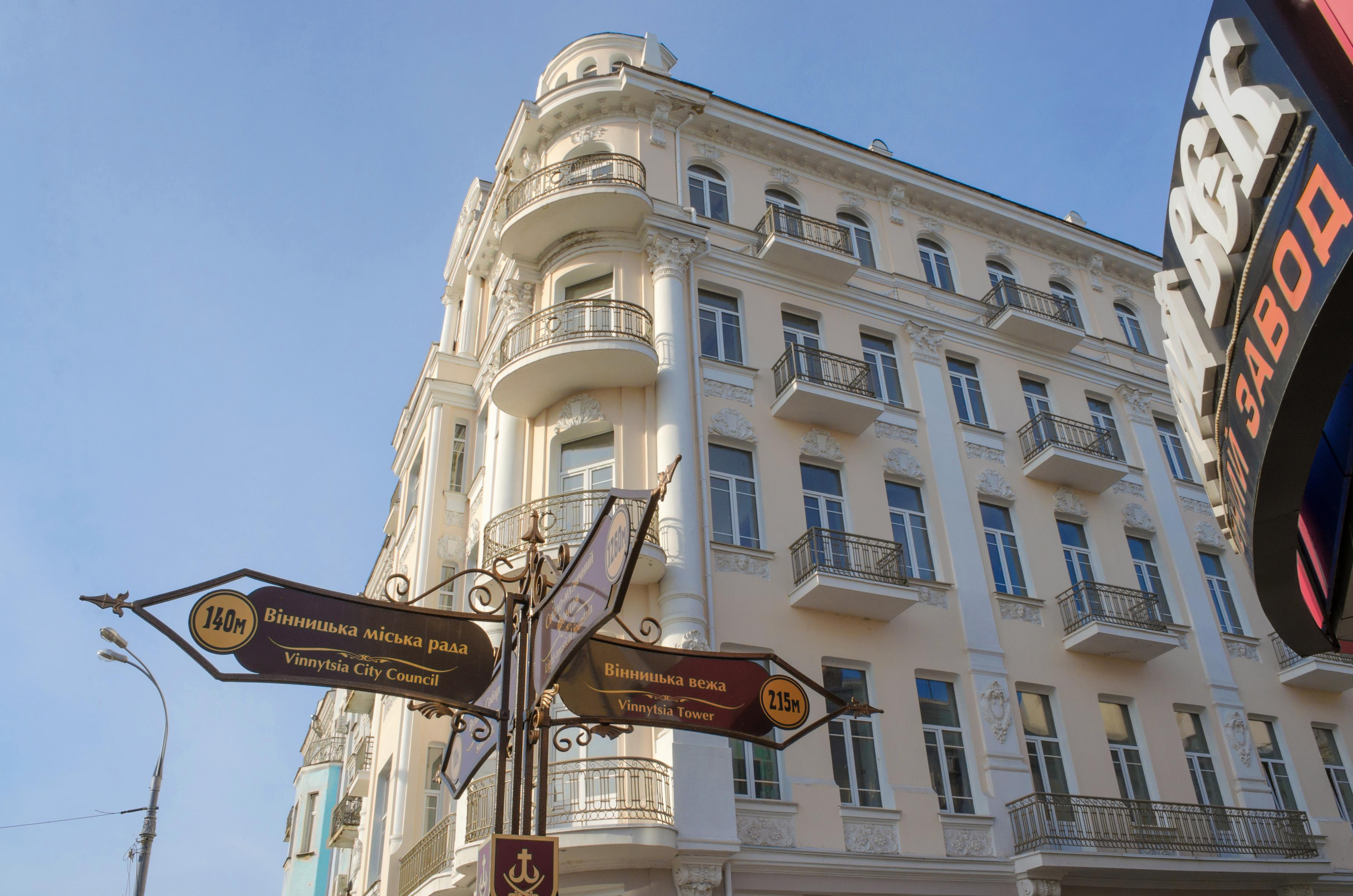
Ehemaliges Hotel Savoy

### Unternehmen
In der Wirtschaft der Stadt Winnyzja haben sich die Prozesse des Wachstums und der Diversifizierung der Produktion in den letzten Jahren (2010–2020) fortgesetzt. Ab 2022 gibt es in der Stadt rund 220 große und mittelständische Industrieunternehmen, die eine breite Produktpalette herstellen. Wichtig für die Wirtschaft der Stadt ist die Fokussierung auf den europäischen Markt, wohin mehr als 70 % aller Exporte gehen (Stand Dezember 2022).
Seit Mitte der 20. Jahrhundert entwickelt sich die Maschinenbauindustrie. Die Stadt produziert eine breite Palette von Produkten – von Stabelektroden bis hin zu modernsten Kühlgeräten und Geräten für alternative Energien.

Die wichtigsten Unternehmen sind:

Winnyzja Industrieunternehmen „MAYAK“ – produziert elektrische Haushaltsheizungen, Haushaltsinkubatoren, Schweißmaschinen, Kupfer-Aluminium-Heizkörper zur Warmwasserbereitung. Das Unternehmen exportiert seine Waren nach Polen, Deutschland, Mazedonien, Rumänien, Bulgarien, Tschechien usw.

Promavtomatyka Vinnytsia – beschäftigt sich mit Automatisierung von technologischen Prozessen, Wartung des elektrischen Teils von Unternehmen, Straßenbeleuchtung, Energieaudit, Energiezertifizierung, Bau von Solarkraftwerken.

GREEN COOL ist Teil von UBC Cool, einer Division der Handels- und Industrieholding UBC Group (UkrainianBeerCompany). UBC Cool ist ein Hersteller von Getränke- und Lebensmittelkühlungen, und deckt 24 % des globalen Industriekältemarktes ab.

KNESS Group ist eine internationale Gruppe von Unternehmen für erneuerbare und traditionelle Energie.

In Winnyzja gibt es 3 Industrieparks: Vinnytsia Industrial Park (Fläche 35,7 ha), Industrial Park „Vinnytsia Cluster of Refrigeration Engineering“ (Fläche 19,27 ha), Industrial Park „Wintersport“ (Fläche 25 ha, Hauptinvestor ist ein österreichisches Sportgerät Unternehmen HEAD). Am 23. Dezember 2022 wurde das Konzept des vierten Industrieparks „WinIndustry“ genehmigt, der sich auf Bereiche wie die Verarbeitung von Industrie- und/oder Haushaltsabfällen (außer Abfallentsorgung), wissenschaftliche und technische Aktivitäten und Aktivitäten im Bereich der Informationen und elektronische Kommunikation spezialisiert.

Winnyzja liegt im Zentrum einer großen landwirtschaftlichen Region. Die Hauptspezialisierung der Stadt ist:

Agrana Fruit Ukraine ist ein weltweit führendes Unternehmen auf dem Markt für Fruchtfüllstoffe für die Milchindustrie und gehört zur österreichischen Industriegruppe AGRANA.

Süßwarenfabrik ROSHEN in Winnyzja ist eines der fünf größten Süßwarenunternehmen der Ukraine (Stand: Dezember 2022). In Winnyzja gibt es zwei Industriestandorte der Fabrik sowie „Vinnytsia ROSHEN Dairy Plant“, die der Hauptlieferant von Milchrohstoffen für ROSHEN-Süßwarenfabriken ist, inkl. die die sich in den Ländern der Europäischen Union befinden.

Eco-Snack – ein Unternehmen, das sich mit der Herstellung von natürlichen Bonbons ohne Zuckerzusatz beschäftigt und 2016 gegründet wurde. Die Hauptmarke des Unternehmens ist TM „Ravlyk Bob“ (Bob Schnecke). Jetzt hat das Unternehmen mehr als 100 Produkte. Das Flaggschiff des Unternehmens sind Fruchtbonbons. Die Produktion exportiert Produkte in 22 Länder der Welt, darunter Deutschland, Großbritannien, die USA, Polen und die Tschechische Republik.

Winnyzja Fabrik für Lebensmittelgeschmack – produziert Obst- und Gemüsekonserven, Saucen, Gewürze, Brotkwas, alkoholfreie Getränke und Produkte aus der Gruppe der Lebensmittelkonzentrate. 2019 wurde das Unternehmen der erste Produzent von Bio-Meerrettich und Senf in der Ukraine.

Winnyzja Öl- und Fettwerk – gehört zur Industriegruppe ViOil und beschäftigt sich mit der Verarbeitung von Ölpflanzen und der Produktion von Pflanzenölen und -fetten und ist nach dem System der ökologischen Nachhaltigkeit (ISCC) zertifiziert.

Das Ökosystem der Kreativwirtschaft entwickelt sich in der Stadt. In den letzten Jahren sind private und öffentliche Räume in Betrieb gegangen, deren Bedarf immer größer wird. Nach der Anzahl der IT-Spezialisten belegt Winnyzja den 6. Platz unter allen Städten der Ukraine; im IKT-Sektor beschäftigt mehr als 2.000 Mitarbeiter, was 2 % des gesamtukrainischen Marktes entspricht

Der IKT-Sektor von Winnyzja wird von folgenden Unternehmen vertreten:

● Gemicle – Lösungen für Transportsysteme;

● Incoresoft – Videoanalyse und Erkennung von Objekten in der Stadt;

● Delphi-Software – F&E Produkte;

● Playtika – Entwicklung und Veröffentlichung von Online-Spielen;

● Onseo – digitale Vollzyklusprodukte;

● Astound Commerce – digitaler Handel;

● EPAM Systems – Software;

● Infopulse Ukraine – Software, IT-Beratung;

● Exadel – Open-Source-Geschäftsanwendungen;

● Ciklum – Software;

● Internetgruppe „RIA“ – Medienprojekte, Web 2.0 und Kleinanzeigen.

Das Hauptbüro von LetyShops, dem größten Cashback-Service in der Ukraine in den Jahren 2020–2022, befindet sich in der Stadt.
Seit Beginn des umfassenden Krieges haben 266 Wirtschaftssubjekte (Stand Februar 2023) aus den südlichen und östlichen Regionen der Ukraine ihre Produktionsstätten im Rahmen des Verlagerungsprogramms nach Winnyzja Gemeinde verlegt.

### Verkehr
Winnyzja liegt an der Europastraße 50 von Lwiw nach Uman. Eine Autobahn über Bila Zerkwa nach Kiew ist in Planung. Durch Winnyzja führen die Schnellzuglinien 7/8 (Kiew–Tschop), 9/10 (Kiew–Odessa), 41/42 (Dnipro–Lwiw), 49/50 (Kiew–Lwiw) und andere. Der Flughafen Winnyzja (Gawrischiwka) hat im Jahr 2012 seinen Flugbetrieb wieder aufgenommen, bietet zurzeit (Stand 2016) aber nur Flugverbindungen nach Tel Aviv und Warschau, sowie einige unregelmäßige Charterflüge an. Im Jahr 2023 wurde der Flughafen geschlossen.
Der Nahverkehr Winnyzjas wird durch die Straßenbahn Winnyzja, durch Trolleybusse und durch Linientaxen bedient. Die Stadt Zürich hat ab dem Jahr 2007 bis 2011 Winnyzja 110 ausgemusterte Tramzüge der Typen VBZ Be 4/4 (Karpfen) und VBZ Be 4/6 (Mirage) überlassen, um damit die Kapazität des öffentlichen Verkehrs zu vergrößern. Auch 35 Züge des Typs Tram 2000 wurden für die Zeit ab 2022 für Winnyzja bestimmt.

### Bauwerke
Der Sendemast Winnyzja ist mit einer Höhe von 354 Metern der zurzeit höchste abgespannte Stahlrohrmast der Welt.
Das 1913 im Stil des Eklektizismus im Zentrum erbaute ehemalige Hotel Savoy ist eine Visitenkarte der Stadt.

## Verwaltungsgliederung
Am 26. Oktober 2018 wurde die Stadt zum Zentrum der neugegründeten Stadtgemeinde Winnyzja (Вінницька міська громада/Winnyzka miska hromada). Zu dieser zählten auch die Siedlung städtischen Typs Desna, bis dahin bildete sie die gleichnamige Stadtratsgemeinde Winnyzja (Вінницька міська рада/Winnyzka miska rada) unter Oblastverwaltung im Zentrum des ihn umgebenden Rajons Winnyzja.
Am 12. Juni 2020 kamen noch die 7 in der untenstehenden Tabelle aufgelisteten Dörfer zum Gemeindegebiet.
Am 17. Juli 2020 kam es im Zuge einer großen Rajonsreform zum Anschluss des Rajonsgebietes an den Rajon Winnyzja.
Folgende Orte sind neben dem Hauptort Winnyzja Teil der Gemeinde:
| Name                     | Name             | Name                                     |
| ukrainisch transkribiert | ukrainisch       | russisch                                 |
| ------------------------ | ---------------- | ---------------------------------------- |
| Desna                    | Десна            | Десна                                    |
| Hawryschiwka             | Гавришівка       | Гавришовка (Gawrischowka)                |
| Mali Kruschlynzi         | Малі Крушлинці   | Малые Крушлинцы (Malyje Kruschlinzy)     |
| Pyssariwka               | Писарівка        | Писаревка (Pissarewka)                   |
| Schtschitky              | Щітки            | Щитки (Schtschitki)                      |
| Stadnyzja                | Стадниця         | Стадница (Stadniza)                      |
| Welyki Kruschlynzi       | Великі Крушлинці | Великие Крушлинцы (Welikije Kruschlinzy) |
| Winnyzki Chutory         | Вінницькі Хутори | Винницкие Хутора (Winnizkije Chutora)    |

## Städtepartnerschaften
Partnerstädte von Winnyzja sind:
| Stadt        | Land                   | seit | Typ           |
| ------------ | ---------------------- | ---- | ------------- |
| Bat Jam      | Israel                 | 2012 | Partnerstadt  |
| Birmingham   | Vereinigte Staaten     | 2003 | Partnerstadt  |
| Bursa        | Türkei                 | 2004 | Partnerstadt  |
| Karlsruhe    | Deutschland            | 2023 | Partnerstadt  |
| Kielce       | Polen                  | 1994 | Partnerstadt  |
| Lublin       | Polen                  | 2013 | Memorandum    |
| Münster      | Deutschland            | 2023 | Partnerschaft |
| Nancy        | Frankreich             | 2023 | Partnerstadt  |
| Panevėžys    | Litauen                | 2015 | Partnerstadt  |
| Peterborough | Vereinigtes Königreich | 1991 | Partnerstadt  |
| Rustawi      | Georgien               | 2016 | Memorandum    |
| Ventspils    | Lettland               | 2022 | Kooperation   |
| Vinica       | Nordmazedonien         | 2013 | Memorandum    |

Ein reger Austausch bestand von 2010 bis 2017 mit der Schweizer Stadt Zürich.
Am 9. März 2023 unterschrieben im Friedenssaal im Rathaus Münster Winnyzja und Münster die Urkunden zur Städtepartnerschaft.

## Söhne und Töchter der Stadt
- Larissa Aksjonowa (* 1945), sowjetische bzw. russische Lebensmittelingenieurin
- Natan Issajewitsch Altman (1889–1970), jüdisch-sowjetischer Maler und Bühnenbildner
- Hanna Balabanowa (* 1969), Kanutin
- Matwei Petrowitsch Bronstein (1906–1938), russischer theoretischer Physiker
- Anatolij Budjak (* 1995), Radrennfahrer
- Oleg Witaljewitsch Chlewnjuk (* 1959), russischer Historiker
- Dariya Derkach (* 1993), italienische Leichtathletin
- Natalija Dobrynska (* 1982), Siebenkämpferin und Olympiasiegerin
- Konstantin Furman (* 1976), Basketballspieler
- Iryna Gurevych (* 1976), deutsche Informatikerin
- Marija Hladun (* 1996), Handballspielerin
- Wolodymyr Hrojsman (* 1978), Politiker, Ministerpräsident
- Kateryna Kalytko (* 1982), Schriftstellerin und Übersetzerin
- Dschojs Koba (* 1998), Sprinterin
- Mychajlo Kozjubynskyj (1864–1913), Schriftsteller
- Julija Krewsun (* 1980), Mittelstreckenläuferin
- Wolodymyr Kryschaniwskyj (* 1940), Diplomat und Politiker
- Dmytro Kutscher (* 1984), Profiboxer
- Alexander Lerner (1913–2004), Kybernetiker und Dissident
- Juri Alexandrowitsch Lewada (1930–2006), russischer Soziologe und Politikwissenschaftler
- Izchak Ioel Linezki (1839–1915), jiddisch-schreibender Schriftsteller und Satiriker
- Tosia Malamud (1923–2008), ukrainisch-mexikanische Bildhauerin
- Halyna Markuschewska (* 1976), Handballspielerin
- Borys Melnyk (1945–2016), Sportschütze
- Serhij Nahornjak (* 1971), Fußballspieler
- Yuliya Shvayger (* 1994), Schachspielerin
- Illja Nyschnyk (* 1996), Schachspieler
- Leonid Pastur (* 1937), mathematischer und theoretischer Physiker
- Alla Pavlova (* 1952), Komponistin
- Ruslan Pidhornyj (* 1977), Radrennfahrer
- Sergei Wladimirowitsch Poljakow (* 1968), russischer Sportschütze
- Hanna Pysmenska (* 1991), Wasserspringerin
- Dmitri Ossipowitsch Rowner (1908–1986), sowjetischer Schachspieler
- Pavlo Rozenberg (* 1983), Turm- und Wasserspringer
- Igor Sawtschenko (1906–1950), sowjetisch-ukrainischer Filmregisseur und Drehbuchautor
- Maksym Schapowal (1978–2017), Generalmajor, Nachrichtendienstler, Held der Ukraine
- Alexander Lasarewitsch Schowtis (1923–1999), ukrainischer und kasachischer Literaturkritiker, Schriftsteller und Übersetzer
- Igor Olegowitsch Schtschogolew (* 1965), russischer Politiker
- Issaak Sihal (* 1927), Wissenschaftler
- Denys Solonenko (* 1992), Boxer
- Dmytro Storoschuk (* 1985), Anwalt und Politiker
- Aniela Szlemińska (1892–1964), polnische Sängerin und Gesangspädagogin
- Walerij Tschalyj (* 1970), Politiker und Diplomat
- Margarita Wandalkowskaja (* 1932), sowjetisch-russische Historikerin und Hochschullehrerin
- Dr. Dr. Sergey Shkoliarenko (* 1985), ukrainischer Pianist